# 天龍奇俠
《天龍奇俠》（英語：Mystery of the Parchment）是香港電視廣播有限公司製作的古裝武俠電視劇，全劇共20集，監製蕭顯輝，主演劉錫明、羅嘉良、黎美嫻、朱潔儀、王偉、麥翠嫻，於1990年3月海外發行，1991年5月14日在翡翠台播出。

## 演員表
- 劉錫明 飾 趙小邪
- 羅嘉良 飾 海都／都大海
- 黎美嫻 飾 宋瑶琴
- 鄭雷 飾 翁齊
- 朱潔儀 飾 翁月鳳
- 王偉 飾 段飛雲
- 麥翠嫻 飾 段明明
- ？？？ 飾 葉小楣
- 李煌生 飾 余風
- 韋以茵 飾 余雁
- 麥天恩 飾 元鷹
- 黃敏儀 飾 歐陽倩
- 林聰 飾 蒙哥大汗
- 黃新 飾 安公公
- ？？？ 飾 胡天
- 羅君左 飾 胡帝
- 陳狄克 飾 金槍法王
- 李海生 飾 銀槍法王
- 羅國維 飾 隆爾
- 麥子雲 飾 馬龍
- 黎耀祥 飾 丐帮弟子 （11集）